# Satsumanus ornatellus
Satsumanus ornatellus är en insektsart som beskrevs av Henry Fairfield Osborn 1934. Satsumanus ornatellus ingår i släktet Satsumanus och familjen dvärgstritar. Inga underarter finns listade i Catalogue of Life.